# 北濃駅
北濃駅（ほくのうえき）は、岐阜県郡上市白鳥町歩岐島（ほきじま）にある、長良川鉄道越美南線の駅で、同線の終着駅である。駅番号は37。
美濃太田駅から延び、福井県の越美北線と結ばれる予定で建設された越美南線は、構内北側に車止めが設置されており、線路が途切れている。

## 歴史

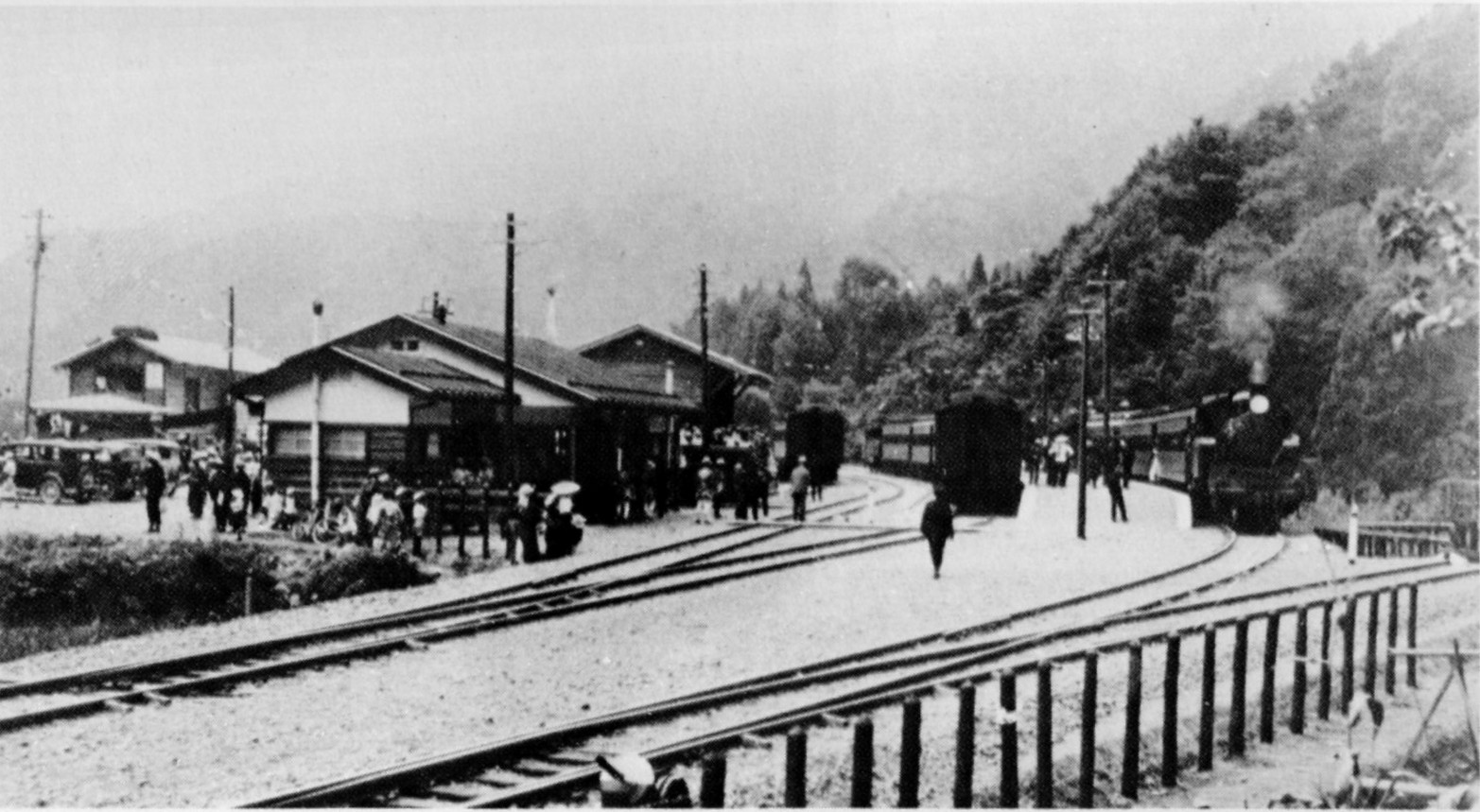
越美南線開通時の駅構内（1934年8月）

- 1934年（昭和9年）8月16日：鉄道省越美南線美濃白鳥駅 - 当駅間延伸時に終着駅として開設[1]。旅客・貨物取扱開始。省営自動車「白城線」[7]に北濃停車場新設[8]。
- 1957年（昭和32年）5月：御母衣ダム建設開始に伴い、資材輸送開始[9]。
- 1958年（昭和33年）：貨物専用ホーム新設。
- 1961年（昭和36年）：大白川ダム及び御母衣第二発電所建設開始に伴い、資材輸送開始[9]。
- 1974年（昭和49年）10月1日：貨物取扱廃止[10]。
- 1986年（昭和61年）12月11日：越美南線が長良川鉄道へ転換、同社の駅となる[6][10][11]。

## 駅構造

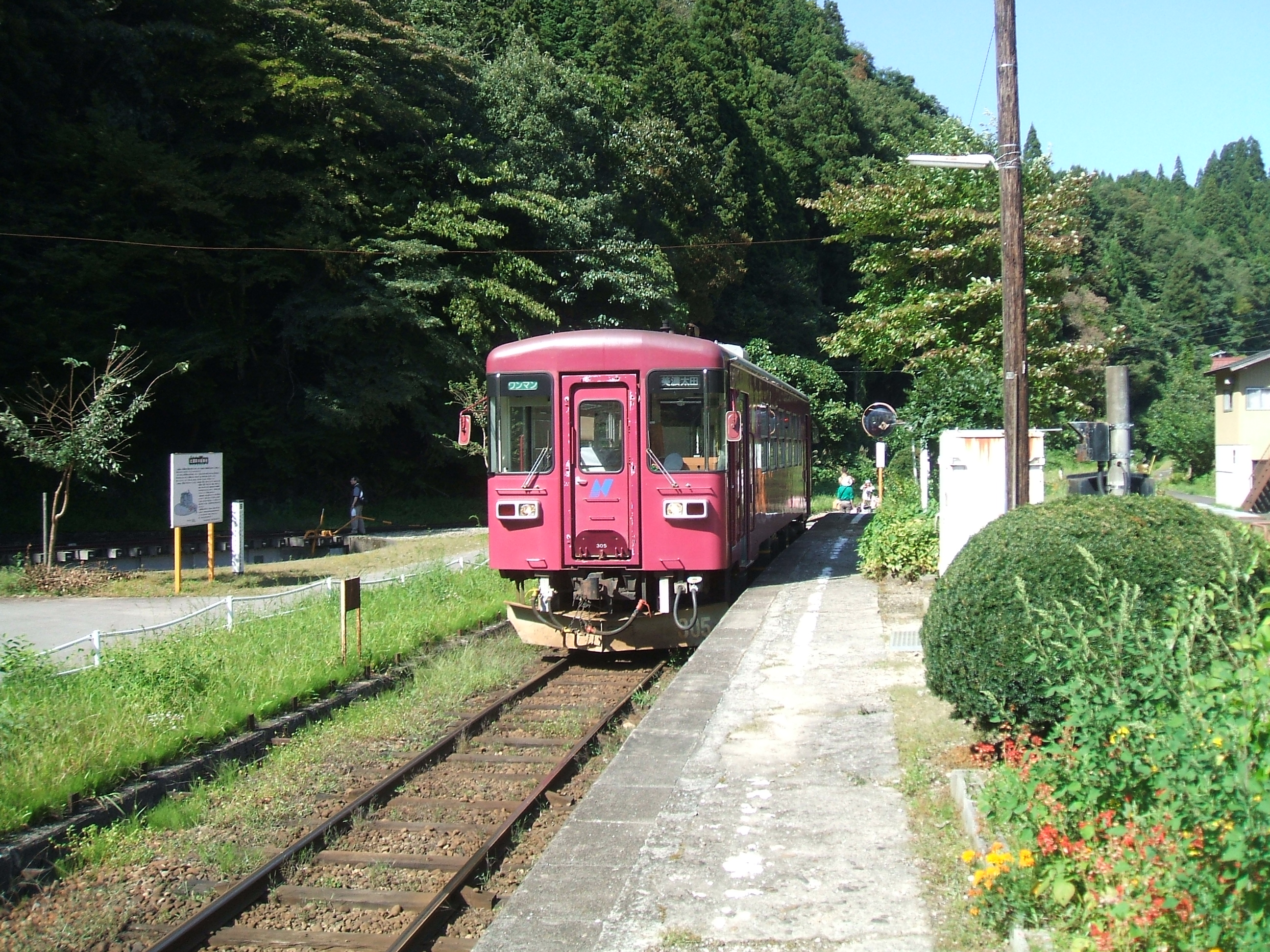
ホーム（2009年9月）

島式ホーム1面2線を有する地上駅。2線のうち駅舎側では無い方の1線が使用されている。木造駅舎を備える。
無人駅。2019年9月に「終着北濃駅」（飲食店）が開店した。
以前は越美南線の終着駅として蒸気機関車給水等の設備や貨物列車用引込線もあり、駅員も配置されていた。
夜間滞泊は行われておらず、この駅に到着した最終列車（土・休日ダイヤの場合はその1本前）は美濃白鳥駅まで回送される。

## 転車台

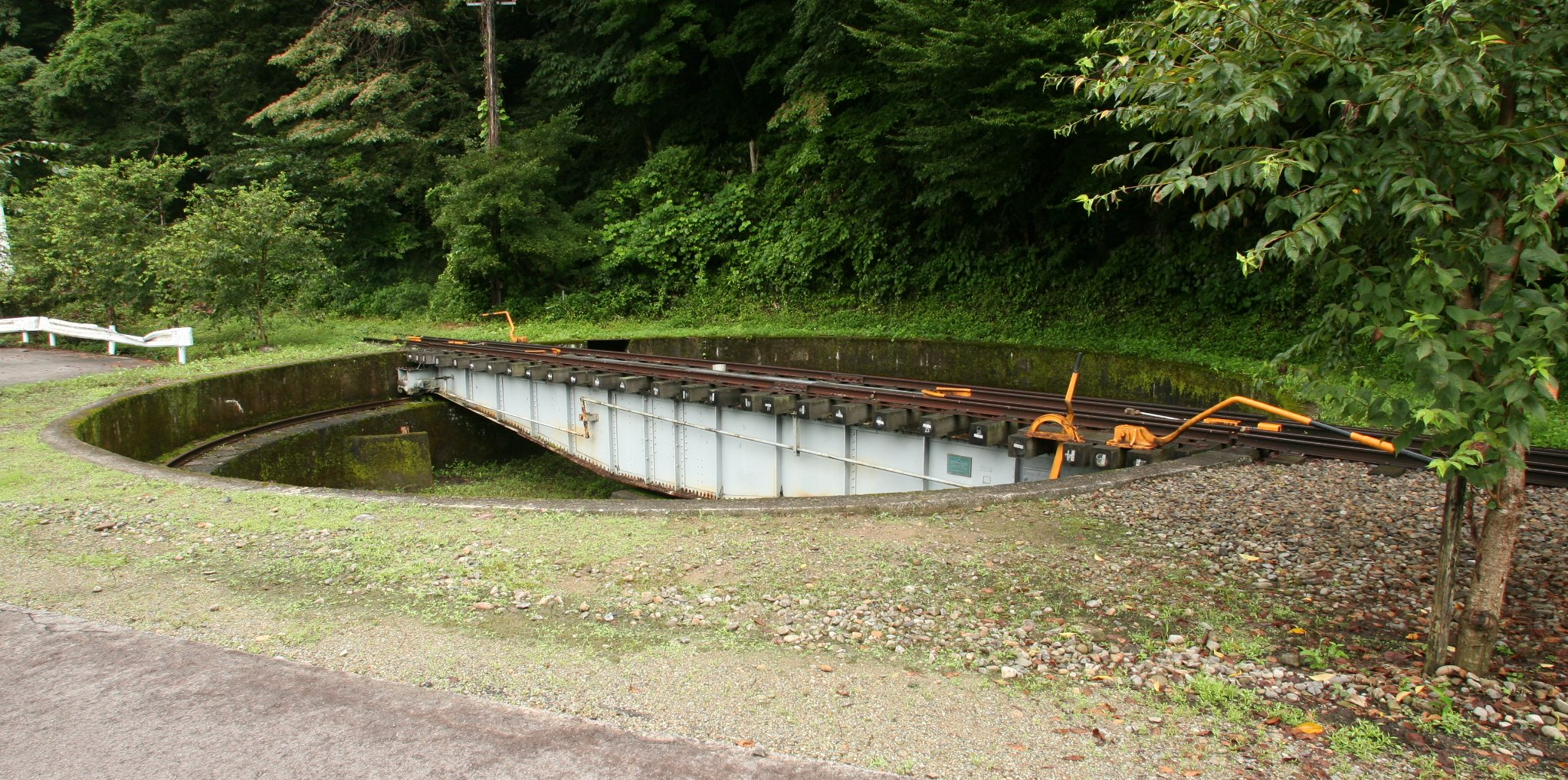
転車台

駅構内北側には蒸気機関車の向きを変える転車台が残っており、これは蒸気機関車が現役だった1960年代終わり頃まで使用されており、長良川鉄道発足後も使用された時期がある。この転車台は1902年にアメリカン・ブリッジで製造されたもので、当初岐阜駅に設置され、越美南線が当駅まで延伸開業した1934年にここに移設された。直径15.4mの円形をしており、機関車の載った橋桁を2人で押して回転させる手動式である。大井川鐵道千頭駅にある転車台（1897年・イギリス製）に次ぐ日本国内では2番目に古いものとなっている。2002年に地元住民で保存会が結成され、2004年には展示・保存を開始した。2005年7月12日には国の登録有形文化財に登録された。なお陸運局の書類上は現役設備である。

## 利用状況
| 年度 | 乗車人員 | 降車人員 | 貨物発送トン | 貨物到着トン |
| ---- | -------- | -------- | ------------ | ------------ |
| 1934 | 19,469   | 19,940   | 9,166        | 670          |
| 1935 | 20,434   | 21,755   | 14,704       | 2,900        |
|      |          |          |              |              |
| 1955 | 106,657  | 80,849   | 14,945       | 8,360        |
| 1956 | 129,214  | 88,986   | 18,020       | 12,293       |
| 1957 | 149,100  | 98,875   | 12,919       | 81,726       |
| 1958 | 160,585  | 94,148   | 12,400       | 69,478       |
| 1959 | 116,572  | 73,216   | 13,280       | 87,324       |
| 1960 | 53,550   | 29,788   | 5,524        | 45,880       |
| 1961 | 70,544   | 51,429   | 902          | 2,782        |
| 1962 | 86,482   | 69,011   | 4,755        | 33,160       |
| 1963 | 79,924   | 59,207   | 4,044        | 63,754       |

- 『岐阜県統計書デジタルアーカイブ』岐阜県より1936-1954年は該当項目なし、1964年以降はネット未公開

| 年度               | 1日平均乗車人員 |
| ------------------ | --------------- |
| 2011年（平成23年） | 24              |
| 2012年（平成24年） | 19              |
| 2013年（平成25年） | 12              |
| 2014年（平成26年） | 21              |
| 2015年（平成27年） | 12              |

## 駅周辺
当地付近はかつて郡上郡北濃村（→郡上郡白鳥町→郡上市白鳥町）の中心地であった。駅名はかつての村名と美濃国の北端に由来している。
- 長良川
- 国道156号
- 北濃郵便局

## バス路線

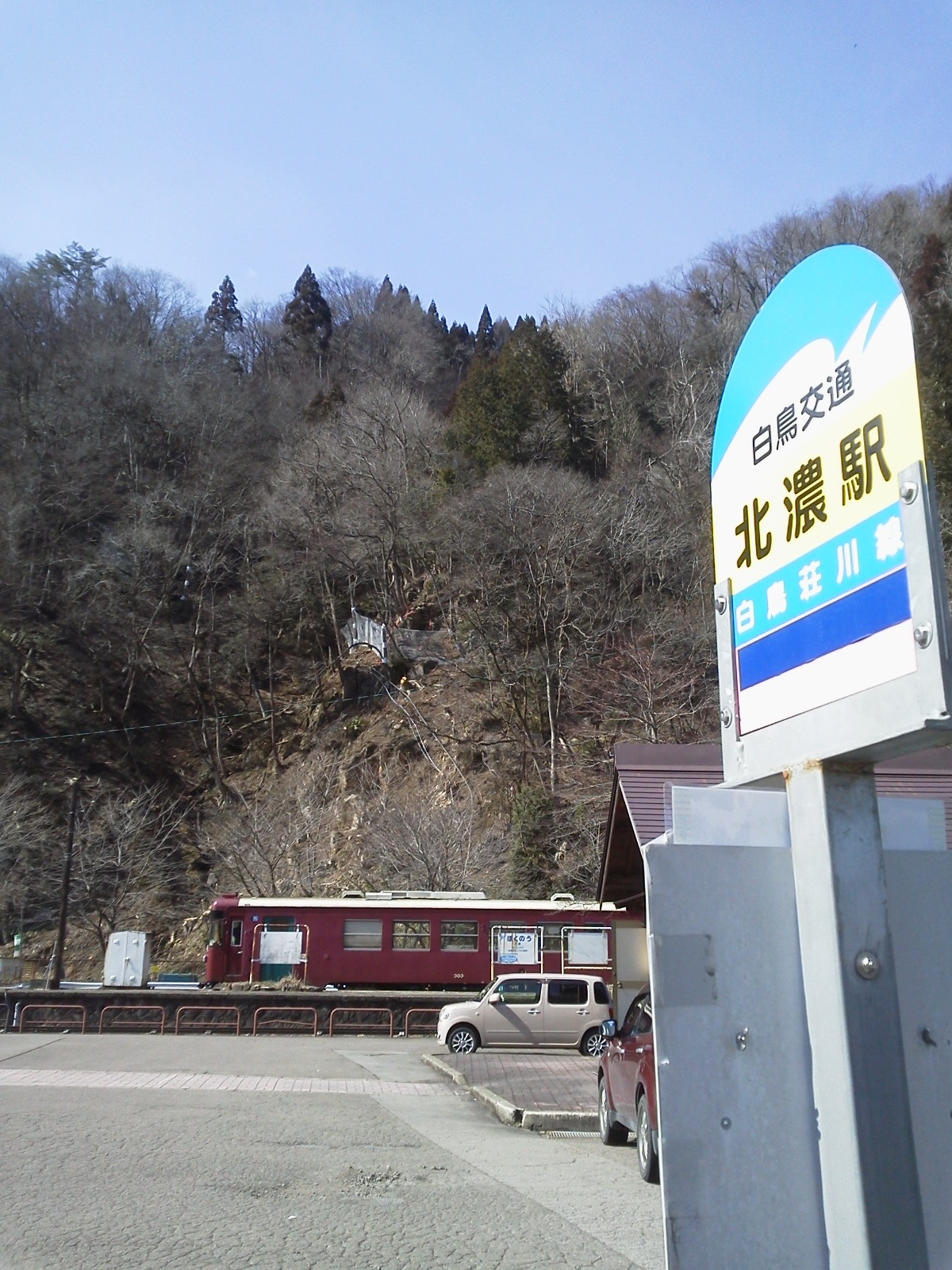
バスのりば

郡上市自主運行バス（白鳥交通）が美濃白鳥駅・ひるがの高原・石徹白（）方面に運行している。
福井県との県境に近く、美濃白鳥駅同様、路線バスを乗り継いで西日本旅客鉄道（JR西日本）越美北線（九頭竜線）九頭竜湖駅まで向かうことが可能である（但し、途中に8km程度の徒歩区間を含む）。
2021年には、「越美北線と乗り合いバスに乗る運動を進める会」（福井市・大野市等で構成）が当駅から九頭竜湖駅までをバスで辿る企画ツアーを実施した。

## その他
- 当駅は、テレビ東京旅番組『田舎に泊まろう!』の無人駅企画のロケ地になったことがある[21]。

## 隣の駅
長良川鉄道
■越美南線
- 観光列車「ながら」発着駅

白山長滝駅（36） - 北濃駅（37）